# Почётные граждане Астаны
Список почётных граждан Астаны — это список персоналий, которым присвоено звание почётного гражданина Астаны, с 10 июня 1967 года по настоящее время. 
Список разделен по историческим названиям города. Дополнительно курсивом выделены умершие персоналии, жирным курсивом персоналии с неустановленной датой смерти.

## Целиноград
| Изображение | Полное ФИО персоналии              | Дата рождения    |
| ----------- | ---------------------------------- | ---------------- |
|             | Жолобов Виталий Михайлович         | 18 июня 1937     |
|             | Волынов Борис Валентинович         | 18 декабря 1934  |
|             | Аксенов Владимир Викторович        | 01 февраля 1935  |
|             | Быковский Валерий Федорович        | 02 августа 1934  |
|             | Бегельдинов Талгат Якупбекович     | 05 августа 1922  |
|             | Брызгалов Василий Федорович        | 1903             |
|             | Галущак Савва Кириллович           | 1911             |
|             | Демин Лев Степанович               | 11 января 1926   |
|             | Зайцев Станислав Николаевич        | 2 июля 1914      |
|             | Заковырина Галина Николаевна       | 1913             |
|             | Катченко Захар Петрович            | 17 сентября 1886 |
|             | Коврижкина Анна Филипповна         | 1927             |
|             | Кошкарбаев Рахимжан Кошкарбаевич   | 19 октября 1924  |
|             | Мусабеков Картай Мусабекович       | 1926             |
|             | Нурмагамбетов Сагадат Кожахметович | 25 мая 1924      |
|             | Рахимов Каратай                    | 07 ноября 1926   |
|             | Цой Гилен Васильевич               | 27 июня 1920     |
|             | Ташмагамбетов Хаким Джангозинович  | 1914             |
|             | Храпатый Анатолий Михайлович       | 20 октября 1963  |

## Акмола
| Изображение | Полное ФИО персоналии         | Дата рождения   |
| ----------- | ----------------------------- | --------------- |
|             | Кул-Мухаммед Мухтар Абрарович | 12 декабря 1960 |
|             | Дубицкий Андрей Фёдорович     | 1915            |
|             | Кадыров Нургали Тасирович     | 31 декабря 1916 |
|             | Казанцев Александр Петрович   | 20 августа 1906 |
|             | Мейрманов Мукат Мейрманович   | 1906            |
|             | Булекпаев Аманжол Куанышевич  | 1 января 1941   |

## Астана
| Изображение | Полное ФИО персоналии               | Дата рождения    |
| ----------- | ----------------------------------- | ---------------- |
|             | Назарбаев Нурсултан Абишевич        | 6 июля 1940      |
|             | Пётр Кириллович Лучинский           | 27 января 1940   |
|             | Тулегенова Бибигуль Ахметовна       | 16 декабря 1929  |
|             | Мамбетов Азербайжан Мадиевич        | 2 сентября 1932  |
|             | Гельмут Кутин                       | 6 октября 1941   |
|             | Константинос Стефанопулос           | 15 августа 1926  |
|             | Куанышев Булат Султанович           | 19 июля 1937     |
|             | Безкоровайный Михаил Петрович       | 6 мая 1934       |
|             | Муртаза Шерхан                      | 28 сентября 1932 |
|             | Бутенко Михаил Сергеевич            | 11 ноября 1927   |
|             | Гендельман Моисей Аронович          | 24 марта 1913    |
|             | Жолдасбеков Мырзатай Жолдасбекович  | 27 мая 1937      |
|             | Джаксыбеков Адильбек Рыскельдинович | 26 июля 1954     |
|             | Галимов Фарит Хабибрахманович       | 11 декабря 1940  |
|             | Ни Владимир Васильевич              | 7 января 1933    |
|             | Мусаходжаева Айман Кожабековна      | 15 марта 1958    |
|             | Бехджет Пацолли                     | 30 августа 1951  |
|             | Досмухамбетов Темирхан Мынайдарович | 8 марта 1949     |
|             | Есимов Ахметжан Смагулович          | 15 декабря 1950  |
|             | Шукеев Умирзак Естаевич             | 12 марта 1964    |
|             | Мамин Аскар Узакпаевич              | 23 октября 1963  |
|             | Ли Мен Бак                          | 19 декабря 1941  |
|             | Редкокашин, Владимир Николаевич     | 6 января 1941    |
|             | Масимов Карим Кажимканович          | 15 июня 1965     |
|             | Мухамеджанов Толеген Мухамеджанович | 27 июля 1948     |
|             | Шиврина Нэля Викторовна             | 20 декабря 1955  |
|             | Феттах Таминдже                     | 1 февраля 1972   |
|             | Буллер Виктор Дмитриевич            | 25 ноября 1945   |
|             | Есилов Сансызбай Сейтжанович        | 18 ноября 1851   |
|             | Карибжанов Жанибек Салимович        | 23 ноября 1948   |
|             | Жак Аттали                          | 1 ноября 1943    |
|             | Мещеряков Николай Ильич             |                  |
|             | Жунусова Макпал Мухамедьяровна      | 11 января 1964   |

## Нур Султан
| Изображение | Полное ФИО персоналии           | Дата рождения    |
| ----------- | ------------------------------- | ---------------- |
|             | Пя Юрий Владимирович            | 22 августа 1957  |
|             | Жунусов Сарсембек Ендыбаевич    | 30 марта 1960    |
|             | Аубеков Аусадык Елубайович      | 3 января 1939    |
|             | Нуркенов Жанбыршы Есетович      | 6 июня 1946      |
|             | Петухова Надежда Михайловна     | 24 сентября 1953 |
|             | Суюндиков Отызбай Суюндикулы    | 16 февраля 1931  |
|             | Баумейстер Владимир Альбертович | 14 июня 1941     |